# Agustin Edwards
Agustín Edwards McClure, né le 17 juin 1878 et décédé le 18 juin 1941, est un juriste, diplomate, homme d'affaires et homme politique chilien. Il fonde l'édition de Santiago du Chili du journal El Mercurio.

## Biographie
Il naît à Santiago du Chili ; il est le fils de Agustín Edwards Ross et Luisa McClure Ossandón. En 1900, il fonde l'édition de Santiago du journal El Mercurio, usant du même nom du journal qu'il a hérité de son père, mais qui était publié à Valparaíso. Il publie plusieurs livres en anglais, notamment sur l'histoire du Chili, et sur la présidence de Prieto, Bulnes, Montt et Pérez.
Il est député au Congrès chilien entre 1900 et 1910, pour le Partido Nacional. Pendant la présidence de Germán Riesco, il est ministre des Affaires étrangères, des Cultes et des Colonies. Pendant celle de Pedro Montt, il est ministre de l'Intérieur. Il est nommé ambassadeur du Chili en Grande-Bretagne en 1910. Il est président de l'Assemblée générale de la Société des Nations entre 1922 et 1923.
Exécuteur testamentaire de l'homme d'affaires et philanthropiste Federico Santa María, il fonde une université qui porte toujours son nom.

## Source
- (en) Cet article est partiellement ou en totalité issu de l’article de Wikipédia en anglais intitulé « Agustín Edwards Mac Clure » (voir la liste des auteurs).